# Саур револуција
Саур револуција (персијски: انقلاب ثور) је назив за преузимање власти које је 27. априла 1978. године извела Народна демократска партија Авганистана. Назив револуције долази од речи Саур, што је на језику Дари назив за месец април у којем је извршена револуција. Револуција се назива и Априлска револуција.

## Позадина
За време секуларне владе Мухамеда Дауда Кана, унутар владајуће Народне демократске партије Авганистана развили су се фракционализам и ривалство са две главне фракције, Парчам и Халк. Дана 17. априла 1978, убијен је истакнути члан Парчама, Мир Акбар Хибер. Иако је Влада изразила жаљење због атентата, Нур Мухамед Тараки из ПДПА оптужио је саму владу за одговорност, а то је уверење делио и већи део кабулске интелигенције. Лидери ПДПА-е плашили су се да их Дауд све планира елиминисати.
Током сахране Хибера, 19. априла избили су протести против владе и влада је 26. априла дала ухапсити већину лидера ПДПА, укључујући и Бабрака Кармала. Хафизулах Амин био је смештен у кућни притвор. Ову ситуацију је искористио издавши наредбу за дизање оружаног устанка, чији су се услови стварали више од две године. Амин је, без овлашћења, наредио халковски оријентисаним официрима да сруше владу.

## Револуција
Дана 27. априла 1978, око 10 сати ујутро, на улице Кабула изашли су тенкови, који су опколили председничку палату Арг. У својој књизи, генерал Љаховски је написао:
| „ | Прва колона Четврте тенковске бригаде под вођством команданта тенковске чете, вишег капетана Омара, појавила се пред главним улазом у председничкој палати у подне, 27. априла. У то време, у палати је трајао састанак кабинета под Даудовим председавањем. Он је одмах обавештен о доласку тенкова. Дауд је наредио министру одбране Расулу и шефу председничке гарде мајору Зиј да сазнају шта се дешава. На питање Зије, шта ту раде тенкови, Омар је одговорио да их је послао командант бригаде ради побољшања безбедности председничке палате. Омар је наређено да се врати у бригаду. Међутим, после напуштања положаја на главном улазу у палату, он је одвео тенкове у споредну улицу и чекао. Убрзо су стигале остале јединице Четврте тенковске бригаде. Председничка палата била је окружена тенковима. Официри М. А. Ватанџар С. Д. Тарун, Назар Мухамед, Ш. Маздурјар и Ахмед Џан руководили су овим догађајима. | ” |

Тенковске јединице под командом Аслама Ватанџара пуцале су на краљевску палату, где се налазио Дауд са својом породицом и главним министрима. Према авганистанском публицисти Разаку Мамуну, у подне је зграда Министарства одбране била погођена тенковском гранатом. Тиме је била прекинута веза између између Министарства и председничком палатом Арг.
Авиони су запуцали на главну згради палате. Седма дивизија, одана Дауду, покушала је да се борбом пробије до главног града, али је била уништена ваздушним нападима. Опсада палате трајала је целу ноћ. Била је бомбардована и гранатирана, све док није освојена следећег јутра. У зграду је затим упала је група војника предвођена Имамудином, приликом чега су председник и његова цела породица убијени. У исто време био је сломљен отпор трупа оданих Дауду. Кадир и Ватанџар су 27. априла увече на радију објавили „Саур револуцију“. Тараки, Кармал и остали били су пуштени из затвора. Уместо Републике Авганистан, била је проглашена Демократска Република Авганистан. Нур Мохамед Тараки постао је нови премијер, Бабрак Кармал његов заменик, а Хафизулах Амин заменик премијера и министар иностраних послова.

## Последице и природа револуције
Саур револуција је у својој суштини била антиклерикална и антифеудална. У Авганистану је био формално уведен социјализам као политичко-економски систем, али је руководство, игноришући специфичност авганског друштва, на што бржи начин настојало да спроведе реформе копирајући искуство Совјетског Савеза. То је довело до појаве опозиције, против које су касније ангажоване совјетске трупе.
Историчари још увек постављају питање да ли је овај догађај уистину био револуција и да ли је иза њега стајао Совјетски Савез. Године 1979, у јануарском издању „Проблеми мира и социјализма“, један од чланова ПДПА, Зереј, описао је предреволуционарно стање:
| „ | Масе су биле спремне на побуну. Животни стандард је био драстично низак. Више од 1 милион Авганаца емигрирало је у Иран. Легитимитет владе био је озбиљно уздрман у очима оних који су проводили законе; наредбе се нису поштовале. Веома важна је била чињеница да смо радили са људима већ 13 до 14 година и били смо народни покрет. Пре револуције, наша партија је била велика сила са 50 хиљада чланова и симпатизера, што је плашило режим. | ” |

У својој књизи „Трагедија и храброст у Авганистану“, Љаховски је рекао:
| „ | За совјетског представника у Кабулу, као за наше специјалне службе војни удар 27. априла 1978. био је као „гром из ведра неба“, они су га једноставно „преспавали“. Лидери Народне демократске партије Авганистана прикрили су од совјетске стране своје планове о свргавању Дауда, а још мање су се консултовали о овим питањима, јер су били убеђени да Москва гледа негативно на њихове намере. | ” |

Бивши главни војни саветник авганистанских оружаних снага од 1975. до 1979, генерал Лав Горелов рекао је: „Генерално, ово није била револуција, већ државни удар од стране официра и војске“.
Министар за културу и информисање Авганистана, Саид Махдум Рахин, рекао је 2010. да је државни удар из 1978. за неколико деценија уназадио развој демократије у држави.